# Starochęciny
Starochęciny – wieś w Polsce, położona w województwie świętokrzyskim, w powiecie kieleckim, w gminie Chęciny.
W latach 1975–1998 miejscowość administracyjnie należała do województwa kieleckiego.

## Integralne części wsi
| SIMC    | Nazwa  | Rodzaj     |
| ------- | ------ | ---------- |
| 0234488 | Wrzosy | przysiółek |

## Historia

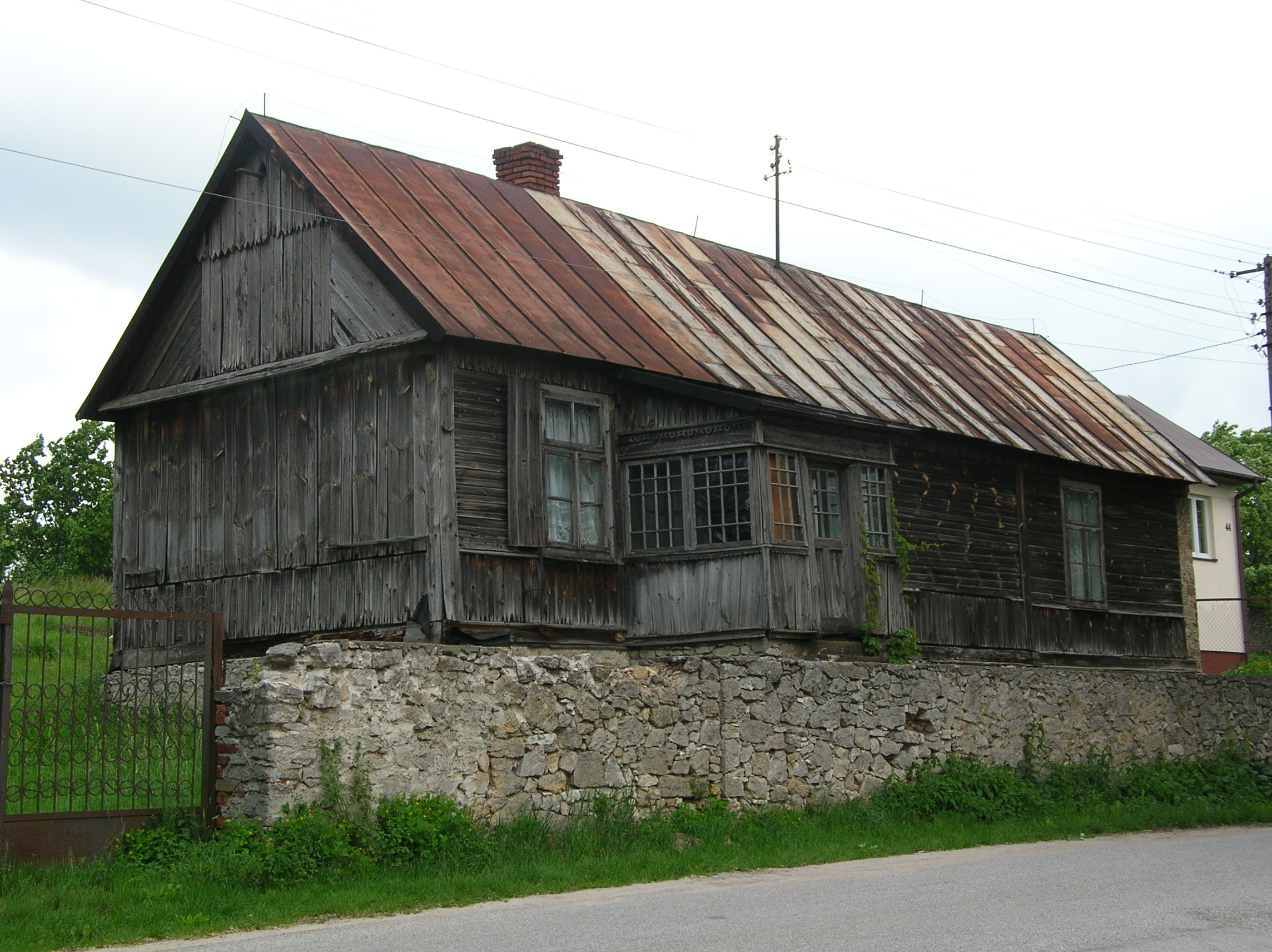
Dom drewniany w Starochęcinach

Starochęciny w wieku XIX jeszcze pod nazwą Stare Chęciny, za Długosza „Antiqua Chenczyny”, wieś włościańska w powiecie kieleckim, gminie Korzecko, parafii Chęciny, odległe około 4 wiorsty na płd. od Chęcin, w pobliżu Podzamcza chęcińskiego, posiada w roku 1883 szkołę początkową
W 1827 r. Chęcińskie podzamcze (z Chęcinami Starymi), ma 77 domów, 476 mieszkańców.

Jest to (jak opisuje Bronisław Chlebowski) „starożytna osada, dawniejsza zapewne od samego zamku”, Bolesław Wstydliwy nadając Mikule, podkomorzemu sandomierskiemu wieś Łagiewniki (w par. Chmielnik) „sitam prope Hancin in castellatura de Malogosch“, daje wsi te przywileje, jakie od dawna ma wieś dziedziczna tegoż Mikuły - Hancini (Kod. Mał. t.II 105 i 106). Z czasem jednak przeszła wieś na własność książęcą. Zapewne stało się to z chwilą założenia zamku za czasów Łokietka. 

Od dawna istniał tu kościół parafialny który od 1500 r. wcielony został jako filia do parafii Chęciny (miasto). 

Do ówczesnej parafii starochęcińskiej należały: Korzeczok (Korzecko), Skiby i zamek chęciński z folwarkiem.

Proboszcz miał łan roli, trzy łąki, sadzawkę. Przy kościele była szkoła. Dziesięcina ze wsi Stare Chęciny wynosiła do 5 grzywien.

Przy zamku chęcińskim istniała prebenda (altarya) pw. Dziesięciu tysięcy rycerzy, kollacji królewskiej (Łaski, L.B., I, 586, 587).

W 1573 r. wieś Stare Chęciny, należąca do starostwa chęcińskiego, miała 6 łanów, 8 zagrodników (Pawiński, Kod. Małop. s.277).

## Zabytki
- Barokowy kościół pw. św. Stanisława wzniesiony w latach 1680–1690. Ufundowany przez starostę chęcińskiego Stefana Bidzińskiego. Jego projektantem mógł być Tylman z Gameren. Budowlę wykończono przed 1718 r. Kościół znajduje się pośrodku dawnego cmentarza o kształcie ośmioboku, obwiedzionego starym murem. Po bokach świątyni znajdują się dwie dzwonnice. Kościół wybudowano na planie krzyża greckiego. Po obu stronach prezbiterium znajdują się wzniesione w późniejszym okresie przybudówki. W południowej mieści się zakrystia, natomiast w północnej znajduje się skarbczyk. Skrzyżowanie naw kościoła nakryte jest obszerną kopułą z latarnią. Jest ona umieszczona na ośmiobocznym bębnie. Kopuła posiada bogatą, barokową dekorację stiukową z końca XVII w. Nad arkadą tęczową znajdują się postacie aniołów podtrzymujących herb Janina Bidzińskiego. Na barokowym prawym ołtarzu umieszczony jest obraz ukazujący Adorację Matki Boskiej z Dzieciątkiem przez królów z dynastii Wazów oraz grupę biskupów.

Kościół oraz dzwonnice zostały wpisany do rejestru zabytków nieruchomych (nr rej.: A.268/1-3 z 4.12.1956, z 29.12.1956).